# 九有情居
九有情居（くうじょうこ）とは、仏教において、有情（衆生）が存在可能な9つの領域のこと。

## 構成
九有情居は、以下の9つで構成される。
1. 欲界（六欲天）
2. 梵衆天（一禅天）
3. 光音天（二禅天）
4. 遍浄天（三禅天）
5. 空無辺処
6. 識無辺処
7. 無所有処
---
8. 無想有情処
9. 非想非非想処

1-7を「七識住」、8-9を「二処」と呼んで区別する。